# Acanthocyclops exilis
Acanthocyclops exilis är en kräftdjursart som först beskrevs av William Chambers Coker 1934.  Acanthocyclops exilis ingår i släktet Acanthocyclops och familjen Cyclopidae. Inga underarter finns listade i Catalogue of Life.